# آرسا
آرسا (به فرانسوی: Arcins) یک کمون در فرانسه است که در canton of Castelnau-de-Médoc واقع شده‌است. آرسا ۶٫۷۷ کیلومتر مربع مساحت دارد ۱۰ متر بالاتر از سطح دریا واقع شده‌است.